# El Álamo
El Álamo er en by og kommune i det centrale Spanien i Madrid-regionen. Den har et indbyggertal på 10.430 (2024) indbyggere.